# مسجد جامع امام حسن عسکری (شمیرانات)
مسجد جامع امام حسن عسگری  مربوط به سدهٔ ۵ و ۶ ه.ق است و در شهرستان شمیرانات، بخش لواسانات، روستای لواسان بزرگ واقع شده و این اثر در تاریخ ۱ مهر ۱۳۸۲ با شمارهٔ ثبت ۱۰۳۶۳ به‌عنوان یکی از آثار ملی ایران به ثبت رسیده است. این مسجد به دستور حسن بن زید هنگام دعوت مردم لواسانات به اسلام و مذهب تشیع توسط فردی بنام یحیی ساخته شده که نبیره‌های بانی این بنا پس از قرن‌ها همچنان متولی آن هستند و نام مسجد به مرور زمان با تغییر مذهب مردم از زیدیه به اثنی عشریه از مسجد امام حسن بن زید به مسجد امام حسن عسکری تغییر پیدا کرده است. اعتقاد مردم بومی این روستا نسبت به ساخت مسجد توسط شخص حسن عسکری موجب شده در سالروز درگذشت حسن عسگری، هزاران نفر از اقصی نقاط کشور به این منطقه بیایند.